# Bavarsko Vojvodstvo
Bavarsko Vojvodstvo (njem. Herzogtum Bayern) bilo je pogranična regija u jugoistočnomu dijelu merovinškoga kraljevstva od 6. do 8. stoljeća te vojvodstvo unutar Svetoga Rimskog Carstva. Naselila su ga bavarska plemena, a njime su vladali vojvode (duces) pod franačkom vlašću. Novo je vojvodstvo stvoreno tijekom pada Karolinškoga Carstva u kasnomu 9. stoljeću. Postalo je jedno od matičnih vojvodstava Istočne Franačke, koja se razvila u Kraljevinu Njemačku i Sveto Rimsko Carstvo.
Preteča teritorijalnoga Bavarskoga Vojvodstva bilo je Bavarsko matično vojvodstvo iz 551./555. godine. Tijekom unutarnjih sukoba u Otonskoj dinastiji, bavarski teritorij bio je znatno smanjen odvajanjem novoosnovanoga vojvodstva Koruške 976. godine. Između 1070. i 1180., rimsko-njemački carevi ponovno su naišli na snažan otpor Bavarske. U konačnome sukobu između dinastija Welf i Hohenstaufen, car Fridrik I. Barbarossa prognao je vojvodu Henrika Lava te ga lišio njegovih bavarskih i saskih feuda. Fridrik je Bavarsku predao dinastiji Wittelsbach koja ju je držala do 1918. godine. Bavarski su vojvode uzdignuti u izborne knezove tijekom Tridesetogodišnjega rata 1623., a Napoleon Bonaparte ih je 1806. godine uzdignuo u kraljeve. Vojvodstvo je predsjedalo klupom svjetovnih prinčeva u Carskome saboru Svetoga Rimskog Carstva.